# Autistische stoornis
Autistische stoornis, klassiek autisme, vroegkinderlijk autisme of syndroom van Kanner was een aandoening behorend tot de pervasieve ontwikkelingsstoornissen. Vaak werd de aandoening simpelweg aangeduid met autisme, een term die ook wel gebruikt werd voor verwante stoornissen. Kinderpsychiater Leo Kanner onderzocht als eerste het voorkomen ervan bij kinderen.
In mei 2013 is de vijfde editie van de Diagnostic and Statistical Manual of Mental Disorders (DSM-5) gepubliceerd. Alle verschillende autisme-stoornissen (klassiek autisme, het syndroom van Asperger, atypisch autisme, meervoudig complexe ontwikkelingsstoornis (MCDD), PDD-NOS, desintegratiestoornis van de kinderleeftijd en het syndroom van Rett) werden samengevoegd en voortaan was er nog maar een autismediagnose: autismespectrumstoornis (ASS). Ook in de elfde versie van de International Statistical Classification of Diseases and Related Health Problems (ICD), het internationale handboek van de Wereldgezondheidsorganisatie, formeel van kracht sinds 1 januari 2022, zijn alle pervasieve ontwikkelingsstoornissen (behalve het syndroom van Rett) samengevoegd tot autismespectrumstoornis (ICD11: 6A02).
Door deze verandering in systematiek wordt volgens onderzoek autisme wat minder vaak gediagnosticeerd.

## Ondersteuning
Er zijn diverse instanties waar mensen met een autismespectrumstoornis terechtkunnen voor begeleiding en/of lotgenotencontact. Naast officiële instanties in de geestelijke gezondheidszorg (GGZ) zijn er verenigingen zoals Personen uit het Autisme Spectrum (PAS), voor een door mensen met een autismespectrumstoornis en een normale tot hoge intelligentie en de Nederlandse Vereniging voor Autisme (NVA), die zich vooral richt op ouders van kinderen met autisme. Jonge kinderen kunnen op indicatie terecht in een medisch kinderdagverblijf.

## In populaire cultuur
- Een bekend voorbeeld van het syndroom van Kanner is de film Rain Man uit 1988 waarin acteur Dustin Hoffman een zwaar in zichzelf gekeerde autist speelt die bijzonder goed is in rekenen. Bij hem was ook sprake van een savantsyndroom.
- Snow Cake is een film uit 2006 waarin Sigourney Weaver de rol van een autistische vrouw vertolkt.